# Annegret Golding
Annegret Golding (* 26. November 1930 in Schwerin) ist eine deutsche Schauspielerin, Hörspielsprecherin und Ärztin.

## Leben
Annegret Golding spielte bereits im Alter von 16 Jahren an der, dem Mecklenburgischen Staatstheater Schwerin angeschlossenen, Niederdeutschen Bühne ihrer Geburtsstadt und machte ihre ersten Schritte im Schweriner Funkhaus. Nach dem Besuch der Schauspielschule Schwerin, bei Lucie Höflich, erhielt sie ihr erstes Engagement am Theater in Wismar. Von dort ging es zum Salzlandtheater Bernburg, wo sie ihre ersten Bewährungsproben mit Friedrich Schillers Luise in Kabale und Liebe, der klugen Viola in Was ihr wollt, sowie in Lope de Vegas Kluge Närrin bestehen musste. 1953 wurde sie hier von Fritz Wisten gesehen und umgehend an das Berliner Theater am Schiffbauerdamm engagiert. Der nahm sie mit an die soeben wiedereröffnete Volksbühne Berlin, wo sie 1954 als Frechdachs Bianca in William Shakespeares Stück Der Widerspenstigen Zähmung ihren ersten großen Erfolg in Berlin feiern konnte. Fast zeitgleich erhielt sie ihre ersten Rollen bei der DEFA und als Hörspielsprecherin im Rundfunk der DDR. Bereits 1956 wechselte sie innerhalb Berlins an das Maxim-Gorki-Theater, und die Rollenangebote beim Deutschen Fernsehfunk wurden immer häufiger.
Im Alter von 36 Jahren hat Annegret Golding ein Medizinstudium aufgenommen und wurde Ärztin. Die Schauspielerin Marion van de Kamp begründete es in einem Interview damit, dass der Schauspielberuf zur psychologischen Folter ausarten kann und sie für jeden Verständnis hat, der diese Last nicht aushält und der die Konsequenzen zieht. Annegret Golding arbeitete nach Abschluss ihres Medizinstudiums im Berliner Krankenhaus Köpenick und wagte nach der Wende noch einen Neuanfang mit einer eigenen Praxis am Arkonaplatz in Berlin-Mitte. Obwohl sie die Schauspielerei aufgegeben hat, erfreute sie immer noch ihre Zuhörer mit ihren Lesungen.
Annegret Golding war mit dem Schriftsteller und Regisseur Hans-Albert Pederzani verheiratet.

## Filmografie
- 1956: Der Richter von Zalamea
- 1957: Zwei Mütter
- 1958: Tatort Berlin
- 1959: Weimarer Pitaval: Der Fall Harry Domela (Fernsehreihe)
- 1961: Vielgeliebtes Sternchen (Fernsehfilm)
- 1962: Die Nacht an der Autobahn (Fernsehfilm)
- 1962: Mord ohne Sühne

## Theater
- 1951: William Shakespeare: Romeo und Julia (Julia) – Regie: ? (Salzlandtheater Bernburg)
- 1954: William Shakespeare: Der Widerspenstigen Zähmung (Bianca) – Regie: Franz Kutschera (Volksbühne Berlin)
- 1954: Heinrich Goertz nach Lew Tolstoi: Anna Karenina (Kitty) – Regie: Werner Stewe (Volksbühne Berlin)
- 1955: Pedro Calderón de la Barca: Der Richter von Zalamea – Regie: Martin Hellberg (Volksbühne Berlin)
- 1955: Carlo Goldoni: Der Diener zweier Herren – Regie: Otto Tausig (Volksbühne Berlin)
- 1955: Arnold Zweig: Bonaparte in Jaffa (Belilotte) – Regie: Kurt Jung-Alsen (Volksbühne Berlin)
- 1956: Gerhart Hauptmann: Die Ratten (Selma) – Regie: Walther Suessenguth (Volksbühne Berlin)
- 1956: Josef Kajetán Tyl: Das starsinnige Weib (Theres) – Regie: Karel Palouš (Maxim-Gorki-Theater Berlin)
- 1956: Oleksandr Kornijtschuk: Vertrauen – Regie: Maxim Vallentin (Maxim-Gorki-Theater Berlin)
- 1957: Johann Wolfgang von Goethe: Clavigo (Marie Beaumarchais) – Regie: Hans Dieter Mäde (Maxim-Gorki-Theater Berlin)
- 1957: Gert Weymann: Generationen (Hilde) – Regie: Gert Beinemann (Maxim-Gorki-Theater Berlin)
- 1959: Alexander Ostrowski: Diebe und Liebe (Annuschka) – Regie: Werner Schulz-Wittan (Maxim-Gorki-Theater Berlin)
- 1959: Walentin Katajew: Zeit voraus (Fenja) – Regie: Horst Schönemann (Maxim-Gorki-Theater Berlin)
- 1960: Vratislav Blažek: … und das am Heiligabend (Madlenka) – Regie: Hans Dieter Mäde (Maxim-Gorki-Theater Berlin)
- 1961: Ewan MacColl: Unternehmen Ölzweig – Regie: Horst Schönemann (Maxim-Gorki-Theater Berlin)
- 1961: Ewan MacColl: Rummelplatz – Regie: Hans Dieter Mäde (Maxim-Gorki-Theater Berlin)
- 1962: Pavel Kohout: Reise um die Erde in 80 Tagen (Witwe Auda) – Regie: Horst Schönemann (Maxim-Gorki-Theater Berlin)

## Hörspiele
- 1954: Curt Goetz: Die tote Tante (Innocentia) – Regie: Werner Stewe (Hörspiel – Rundfunk der DDR)
- 1955: Karl Bunje: Das Hörrohr (Elke) – Regie: Karl Brenk (Hörspiel – Rundfunk der DDR)
- 1955: Leonhard Frank: Die Ursache (Straßenmädchen) – Regie: Martin Flörchinger (Hörspiel – Rundfunk der DDR)
- 1955: Emmanuel Roblès: Montserrat (Eléna) – Regie: Ernst Schoen (Hörspiel – Rundfunk der DDR)
- 1955: Guy de Maupassant: Der Orden (Lydie) – Regie: Werner Stewe (Kurzhörspiel – Rundfunk der DDR)
- 1955: Molière: Tartuffe (Mariane) – Regie: Werner Wieland (Hörspiel – Rundfunk der DDR)
- 1956: Axel Alvard: Kinder des Paradieses (Sekretärin) – Regie: Hans Busse (Hörspiel – Rundfunk der DDR)
- 1956: William Shakespeare: Hamlet, Prinz von Dänemark (Ophelia) – Regie: Martin Flörchinger (Hörspiel – Rundfunk der DDR)
- 1956: Walter Niebuhr: Auf der Reeperbahn nachts um halb eins (Gertrud) – Regie: Otto Karl Müller (Hörspiel – Rundfunk der DDR)
- 1956: Nâzım Hikmet: Legende von der Liebe (Schirin) – Regie: Otto Dierichs (Hörspiel – Rundfunk der DDR)
- 1957: A. G. Petermann: Die Hunde bellen nicht mehr (Sigrid Paasche) – Regie: Theodor Popp (Kriminalhörspiel – Rundfunk der DDR)
- 1957: Gerhard Stübe/Hans Busse: Der Schellenmann (Petra) – Regie: Joachim Witte (Hörspiel – Rundfunk der DDR)
- 1957: Molière: Tartuffe (Mariane) – Regie: Werner Wieland (Hörspiel – Rundfunk der DDR)
- 1957: Gerhard Rentzsch/Walter Karl Schweickert: Der Weihnachtsmann lebt hinterm Mond (Engel) – Regie: Herwart Grosse (Science-Fiction-Hörspiel – Rundfunk der DDR)
- 1959: Gerhard W. Menzel: Die Flucht (Katharina Baumann) – Regie: Wolfgang Brunecker/Joachim Witte (Hörspiel – Rundfunk der DDR)
- 1961: Brüder Grimm: König Drosselbart (Königstochter) – Regie: ? (Märchen – Litera)
- 1961: Albert Maltz: Die schwarze Schlacht (Iola) – Regie: Werner Stewe (Hörspiel – Rundfunk der DDR)
- 1961: Manfred Bieler: Die kleine Freiheit (Ruth) – Regie: Edgar Kaufmann (Hörspiel – Rundfunk der DDR)
- 1961: Guy de Maupassant: Der Millionenstreich (Cora) – Regie: Otto Dierichs (Hörspiel – Rundfunk der DDR)
- 1962: Brüder Grimm: Frau Holle (Pechmarie) – Regie: Theodor Popp (Märchen – Litera)
- 1962: Elvi Sinervo: Die Schwestern (Helvi) – Regie: Wolfgang Brunecker (Hörspiel – Rundfunk der DDR)
- 1964: Józef Hen/Jadwiga Plonska: Skandal in Gody (Paola Witkus) – Regie: Edgar Kaufmann (Hörspiel – Rundfunk der DDR)
- 1964: Günter Herlt: Atempause (Brigitte Trautmann) – Regie: Edgar Kaufmann (Hörspiel – Rundfunk der DDR)
- 1965: Gerhard Stübe: Der Liebesbrief (Frau Schneider) – Regie: Ingeborg Milster (Kinderhörspiel/Kurzhörspiel – Rundfunk der DDR)
- 1965: O. Henry: Das schönste Geschenk der Welt (Grace Longnecker) – Regie: Joachim Gürtner (Kurzhörspiel – Rundfunk der DDR)
- 1967: Maria Schrader-Diedrichs: Die Prinzessin und wir (Schirin) – Regie: Ingeborg Milster (Kinderhörspiel/Kurzhörspiel – Rundfunk der DDR)
- 1968: Lew Tolstoi: Krieg und Frieden (Lisa) – Regie: Werner Grunow (Hörspiel, 4 Teile – Rundfunk der DDR)
- 1968: Giles Cooper: Die unverdauliche Auster – Regie: Wolfgang Brunecker (Hörspiel – Rundfunk der DDR)
- 1968: Milivoj Matošec: Ich liebe, du liebst (Mutter) – Regie: Ingeborg Milster(Kinderhörspiel/Kurzhörspiel – Rundfunk der DDR)
- 1971: Claude Prin: Zeremoniell um einen Kampf (Jeanne) – Regie: Edgar Kaufmann (Hörspiel – Rundfunk der DDR)
- 1971: Karlheinz Klimt: Allein gegen den Tod – Regie: Hannelore Solter (Kinderhörspiel/Rätselsendung – Rundfunk der DDR)
- 1972: Kurt Steiniger: Nachbar in Uniform (Christa Hagen) – Regie: Theodor Popp (Hörspiel – Rundfunk der DDR)